# تيد أتكينسون
تيد أتكينسون (بالإنجليزية: Ted Atkinson)‏ هو فارس كندي وأمريكي، ولد في 17 يونيو 1916 في تورونتو في كندا، وتوفي في 5 مايو 2005 بسبب سكتة.